# Chapelle des moines de Berzé-la-Ville
La chapelle des Moines est une chapelle romane intégrée à un doyenné appelé le château des Moines situé sur le territoire de la commune de Berzé-la-Ville dans le département français de Saône-et-Loire en région Bourgogne-Franche-Comté.
Elle abrite des fresques romanes considérées comme « le plus beau témoignage de l'art roman clunisien ».

## Historique
La chapelle romane date du XIe siècle. Le doyenné qui l'entoure date du XVIe siècle.
Les fresques du XIIe siècle furent découvertes en 1887 par le curé de Berzé-la-Ville.
Elle fait l'objet d'un classement au titre des monuments historiques depuis le 22 septembre 1893.
C'est en 1100 que Hugues de Semur, abbé de Cluny (1049-1109) fut pourvu de l'obédience de Berzé-la-Ville.
À la Révolution, elle fut vendue comme bien national et transformée en grange d'une exploitation agricole. 
1947 : elle est donnée à l'Académie de Mâcon par Miss Evans, archéologue britannique qui l'avait achetée (précisément, Miss Evans a récolté les fonds nécessaires et les à donnés à l'Academie qui a pu acheter la chapelle). 
2005 : le nombre de visiteurs est de 12 725 (données : Comité régional du tourisme).
2016 :  La chapelle est désormais gérée par le Centre des monuments nationaux.

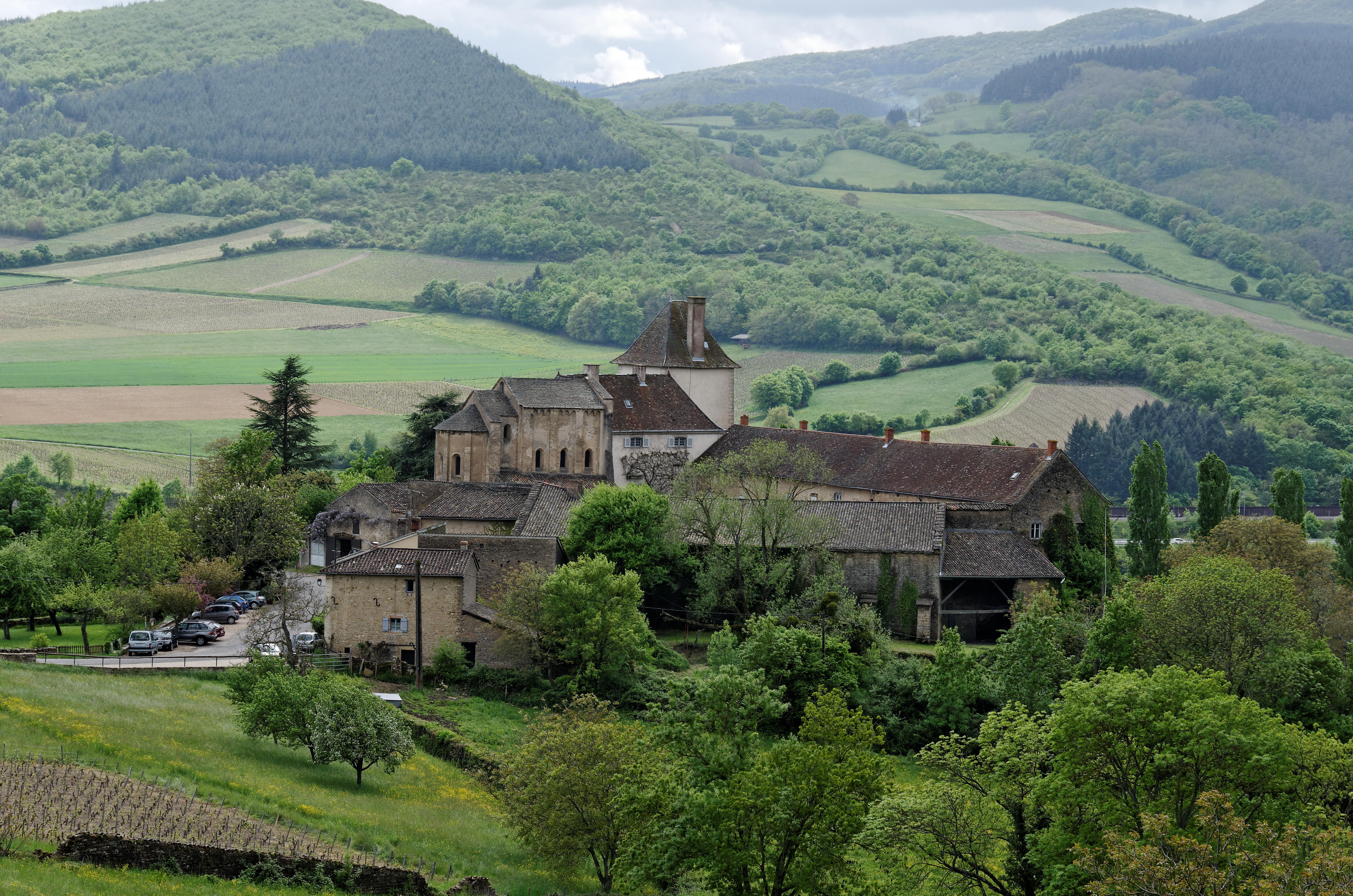
Vue d'ensemble.

## Architecture
La chapelle est construite en pierre de taille assemblée en grand appareil et est couverte de lauzes.
Elle possède une courte et haute nef de trois travées, dont les façades latérales sont ornées de bandes lombardes.
Cette nef est prolongée par une travée de chœur, plus basse, et un chevet constitué d'une abside semi-circulaire rythmée par de forts pilastres.

## Fresques romanes
Le principal intérêt de la chapelle réside dans ses peintures murales du XIIe siècle, découvertes en 1887 sous le badigeon par le curé de Berzé-la-Ville, l'abbé Philibert Jolivet (1886-1923), un prêtre « découvreur » dont le souvenir est rappelé, depuis 1992, par une plaque commémorative.
Ces fresques romanes, considérées comme les plus belles de Saône-et-Loire, recouvrent les murs et la voûte en cul-de-four de l'abside. « Les plus somptueuses peintures murales de Saône-et-Loire sont assurément celles de la chapelle des Moines de Berzé-la-Ville. Romanes également mais postérieures, elles diffèrent des précédentes par leur qualité due à leur contexte. Du fait du commanditaire, Hugues de Semur abbé de Cluny, et de l'excellence de l'atelier qui les a réalisées, elles sont très bien conservées et remarquables. Admirablement exécutées, elles ont survécu de façon exceptionnelle et s'offrent à nous pour nous émerveiller presque comme au moment de leur réalisation. Elles ont été étudiées par Juliette Rollier-Hanselmann qui leur réserve une place de choix dans la publication de sa thèse en 2004 à l'Académie de Mâcon. »
La voûte en cul-de-four de l'abside représente le Christ en gloire, figuré dans une mandorle et entouré d'apôtres et de saints.
Ces fresques présentent de grandes similitudes dans le style et la technique picturale avec les miniatures du lectionnaire de Cluny, manuscrit réalisé au même moment au sein du scriptorium de l'abbaye voisine.

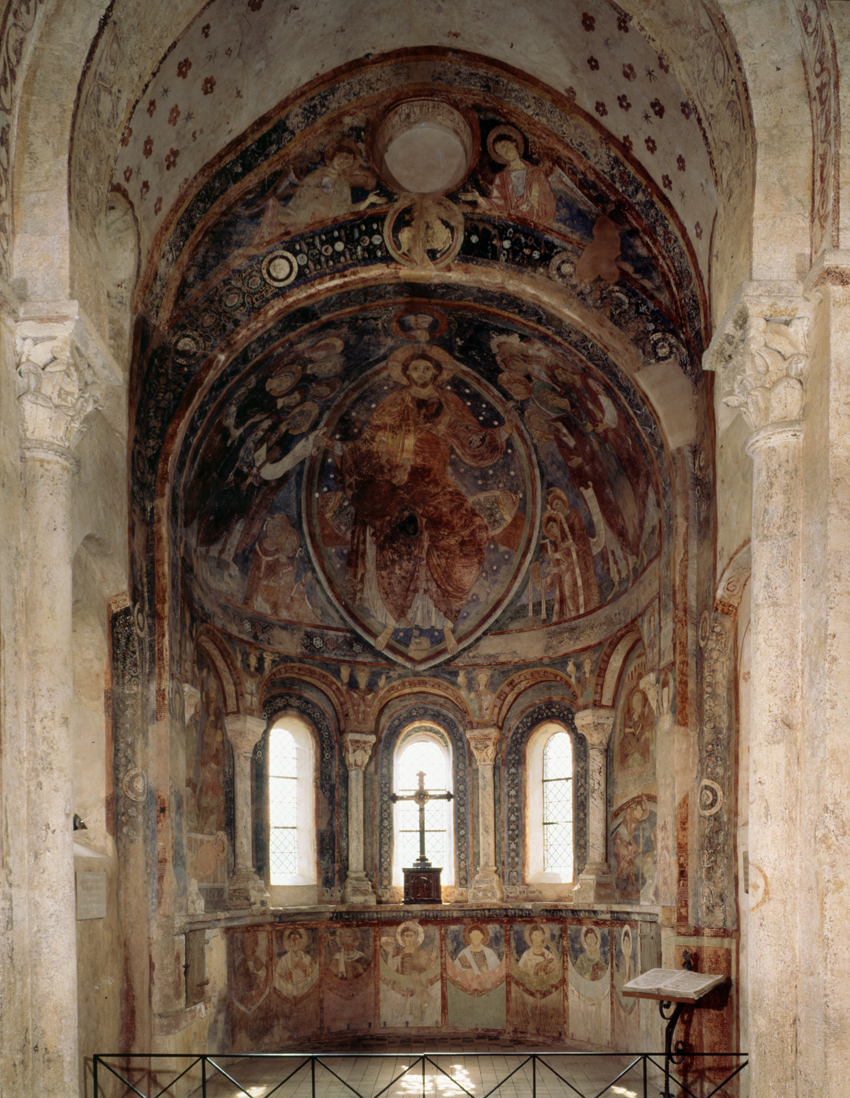
Fresques de la chapelle des moines dont le Christ en majesté.
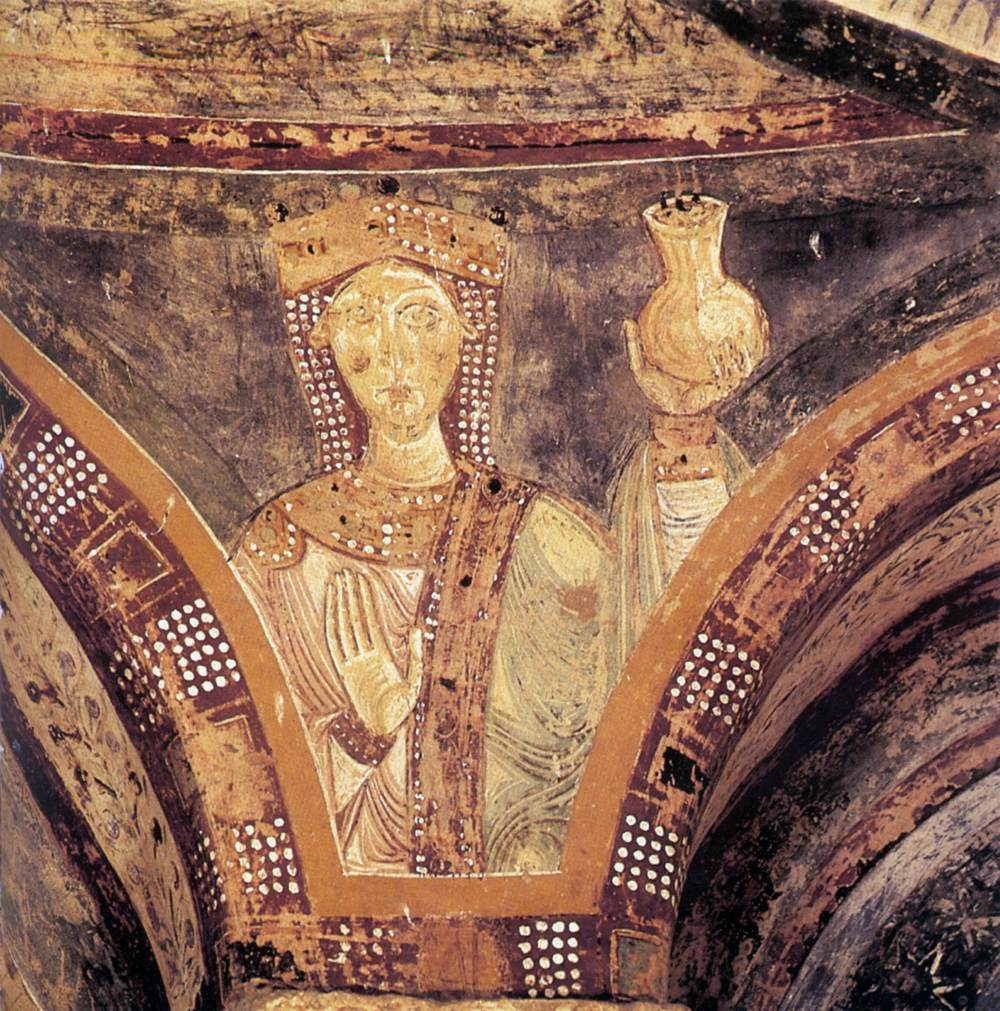
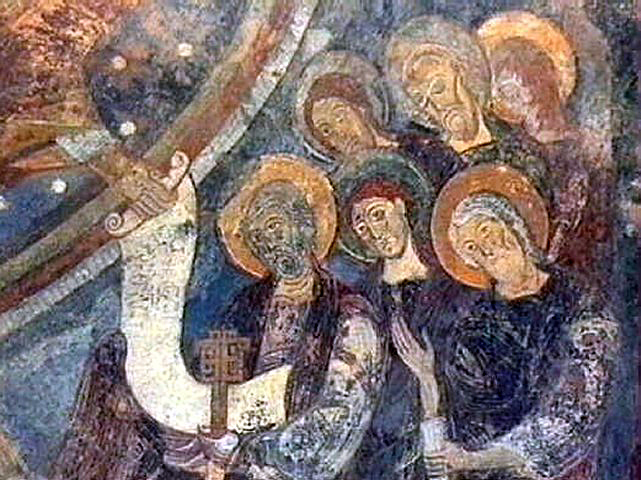
Apôtres.

## Iconographie
- Un timbre avec enveloppe au premier jour d'émission représentant le visage du Christ de la fresque fut émis le 26 avril 1980.